# AVCREC
AVCREC（エーブイシーレック）とは、Blu-ray Discのアプリケーションフォーマット「BDAV」を応用し、DVD等にデジタルハイビジョン（以下、HD）映像を記録するための規格である。Blu-ray Disc Association (BDA)により規格化されており、同団体の登録商標（日本第5143777号、AVCRECロゴは日本第5143830号）である。同規格の仕様は一般には公開されていない。なおここでのAVCはAdvanced Video Codingの略である。

## 概要
HD映像コンテンツをBDの規格をベースとしてDVDメディア（CPRM対応品）にHD画質、5.1chステレオ音声で記録できる。著作権保護機能を有し、コピー制御が掛かった日本のデジタル放送等の録画が可能である。
2007年（平成19年）秋以降に日本で発売されたBD/DVD機器はソニー、シャープを除き多数がAVCRECを採用しておりCPRM対応DVDメディアへのHD録画が可能となった。MPEG2 TSによる録画の場合はエンコードを伴わない録画、MPEG-4 AVC/H.264による録画の場合はエンコードまたはトランスコード録画となる。録画可能時間は、フルHDの解像度で片面1層のDVDに約42分〜約5時間、片面2層に約1時間20分〜約9時間30分程度になる。なお、正確な録画時間は画質モード（解像度とビットレートの組み合わせ）に依存する。
一部のBD/DVD機器はi.LINKで接続したHDVカメラ等のHD映像を、AVCREC形式ディスクに追記することも可能。当初は互換性（詳細は後述）への懸念から（基本的に）録画したレコーダーでの再生が望ましいとされていたが、AVCREC対応機器が各社より順次リリースされ、PowerDVD、WinDVD等のソフトウェアを活用したパソコンでのAVCREC再生も可能となっている。
正式対応しているNEC及び富士通のハイエンドPC以外であっても一定スペック以上のパソコンにおいて、BD（読み書き両用タイプ）ドライブ及びごく一部のAVCREC対応チューナーボードを装備することによりDVDへのAVCREC保存が可能となる。
なお「AVCREC」とは、あくまでAVC（MPEG4 AVC/H.264）で録画されたものをDVDに記録する規格・機能の事であり、単にAVCで録画（HDD、あるいはBDに記録）する機能や仕様についてはAVCRECとは呼称しない。
AVCRECの競合規格としてDVDフォーラムによって策定され、東芝が製品化したHD Recが存在する（HD RecとAVCRECとの間に互換性はない）が、次世代光ディスク（Blu-ray・HD DVD）の規格争いが収束した後、現在はTVS REGZA（旧東芝）純正のBDレコーダーでもHD Recについては再生のみに対応（HD Rec方式での録画不可）となり、結果としてAVCRECがDVD用HD録画規格のデファクトスタンダードと化している。 尚、東芝が2011年（平成23年）末に発売した8番組同時録画対応 BDレコーダーでは DVDへの記録は AVCREC のみとなり、旧来のフォーマットでの記録に対応しない初めてのレコーダーとなった。

## 仕様
前述のとおり、AVCRECのアプリケーションフォーマットにはBDAVが応用されている。
規格上においては、あくまでもMPEG-2 TSとMPEG-4 AVC/H.264でのSD録画、MPEG-4 AVC/H.264でのHD録画を可能とする。音声はAAC、ドルビーデジタル、リニアPCMでの記録が可能。著作権保護にはAACSを用いる。
利用可能メディアはDVD-R・DVD-R DL・DVD-RAM・DVD-RW。デジタル放送記録の際にCPRMをAACSの代用とする以上、DVDメディアはCPRMに対応したものである必要がある。

## 機種やメーカーの違いによる制限・差異
各社よりAVCRECに対応する様々なハードウェアが製品化され、手頃なHD録画、再生用規格として成熟しつつある。また、パナソニックと三菱はAVCREC対応DVDレコーダー（BD非搭載）も製品化している。
- パナソニック・・・2007年（平成19年）10月以降に製品化されたDVD/BDレコーダーの一部から（日立製作所へのOEM品を含む）対応し、2009年（平成21年）3月以降はBDプレイヤー全モデルでAVCRECに対応。
- 三菱電機・・・2008年（平成20年）5月以降に製品化されたDVD/BDレコーダー全モデルでAVCREC対応。
- NEC・・・2009年（平成21年）1月より、デスクトップ及びノートPCのハイエンドモデルのみAVCRECに対応。
- 東芝→TVS REGZA・・・同社初のBDレコーダーは船井電機よりのOEM品。同製品がAVCRECに対応（三菱、日本ビクターも東芝と同様）。2010年（平成22年）9月以降に製品化されたREGZAブルーレイレコーダー/プレーヤーでAVCREC対応。DR録画も可能。
- マイクロソフト・・・Xbox OneシリーズがAVCREC対応。

パナソニック機はDVD-RWへのAVCREC方式での記録ができず、三菱機（東芝、日本ビクター同様、船井電機製造のOEM品）はDVD-RAMへの記録自体ができない。ただし、三菱機はパナソニック機で記録したAVCREC方式のDVD-RAMを再生することが可能。
その他バッファローが2008年（平成20年）4月、同年末に発売予定のパソコン用地上デジタルチューナーボードでAVCREC記録に対応する構想を明らかにしたがAVCRECは放送・受信形式ではなく録画・再生形式であり、チューナーボードの対応のみならずハイスペックPC及びBDドライブ対応が必須となる。
近年では数千円で買える安価なブルーレイプレーヤー（LGなど）でAVCREC方式に対応しているほか、DVDプレーヤーの中にもMpeg4のデコーダー機能を持つものの中には再生できるものもある。

### 主な未対応メーカー・機種
- ソニー・・・全モデル非対応（同社のPlayStation 3、PlayStation 4もAVCREC非対応）。
- シャープ・・・パイオニアへのOEM品を含み全モデル非対応。

上記2社はDVDからBDへの移行を促進する方針であり、録画は基より、他メーカーの機種でAVCRECで録画・ファイナライズをしたものも再生不可。
PC用のBD/DVD再生ソフト、BDプレーヤー等では一部製品を除き非対応。またAVCRECはDVDメディアにBDフォーマットで書き込む規格であり従来のDVDビデオ（DVD-Video、DVD-VR）とはアプリケーションフォーマットが異なるため、PC用DVDプレーヤーでの再生は不可能。PC用の再生ソフトでは、CyberLink PowerDVD が9 Ultraより正式に対応している（BDドライブ必須。2010年春現在の状況）。

## 対応機種
- パナソニック

ハイビジョンDIGA DMR-XP12/15-K/22V/25V/200、DMR-XW100/120/200V/300/320、DMR-XE1/XE100
ブルーレイDIGA DMR-BR500/630V/550/570/670V/580/590、DMR-BW700/800/900、DMR-BW730/830/930、DMR-BW750/850/950、DMR-BW570/770/870/970、DMR-BW680/780/880、DMR-BWT1000/2000/3000、DMR-BW690/890、DMR-BWT1100/2100/3100、DMR-BF200-W/B、DMR-BR585、DMR-BR30、BRT210/220/300、BWT500、BZT600/700/800/900、BWT510/520/620、BZT710/720//810/820//910/920/9000、DMR-BRZ1000/2000
ブルーレイディスクプレイヤー DMP-BD60/65、DMP-BDT110/900、DMP-BDT320（2012年3月15日発売）、DMP-BD77（同年3月15日発売）
ポータブルブルーレイディスクプレイヤー DMP-BV100、DMP-B100、DMP-B200
ポータブル地上デジタルテレビ DMP-BV200、DMP-BV300
PC用ブルーレイディスクドライブ LF-PB371JD
車載用インダッシュプレイヤー CN-HX3000D、CY-BB1000D
HDD・DVDレコーダー一体型セットトップボックス TZ-DCH9800、TZ-DCH9810、TZ-DCH8000、TZ-BDW900M/F/P（世界初BDドライブ搭載）
BD・HDD搭載ハイビジョン液晶テレビ VIERA TH-L32R2B、TH-L37R2B（AVCREC DVDは再生のみ可）
BD・HDD搭載ハイビジョンプラズマテレビ VIERA TH-P42RT2B、TH-P46RT2B（AVCREC DVDは再生のみ可）
BDドライブ搭載ノートPC CF-B10CDBDP、CF-B10DD3DP
- 三菱電機

REALブルーレイ DVR-BZ100/110/130/200/210/230//240/330/340、DVR-BF2000、DVR-BV530、DVR-BZ250/350/450
REAL DVDレコーダー DVR-DW100/200
HDD & Blu-ray内蔵TV LCD-32/37BHR300、LCD-46/40/32/26BHR400、LCD55/46/40MDR1、LCD-46/40/32/26BHR500、LCD-22BLR500
- 日立製作所

Wooo ブルーレイディスクレコーダー DV-BH250（Panasonic DMR-BW700のOEM）、DVL-BR9（Panasonic DMR-BW750のOEM）
- 日本ビクター（現・JVCケンウッド）

らく録ブルーレイ DR-BX500（三菱DVR-BZ200のOEM）、DR-BH250、SR-HV250、SR‐HD1500（業務用シームレス編集機）、オールインワン AVシステム RY-MA1
- パイオニア（現・プレミアムオーディオカンパニーテクノロジーセンター）

ブルーレイディスクプレーヤー BDP-LX91、BDP-320、BDP-LX52、BDP-4110、BDP-140、BDP-440、BDP-LX55
PC用ブルーレイディスクドライブ BDR-S03J、BDR-S05J、BDR-S06J-W/BK/KR、BDR-206MBK
サラウンドシステム HTZ-606BD、HTZ-HW919BD・HTZ-616BD
（なお、同社のBDレコーダー、及び2010年モデルのBDプレイヤーはシャープのOEMのため非対応）
- 富士通

パーソナルコンピュータ FMV TEO（DVD-R DLに対応せず）C90D・C70D、DESKPOWER LX、F/E90D、F/G90D、ESPRIMO FH900/5AD・5AN・5BM、FH700/5BD、FH570/3BM、FH550/3BD、FH55/CD・FH58/CM・FH76/CD・FH98/CM
LIFEBOOK NH900/5BD、AH570/5BM、AH58/CM・NH77/CD
- NEC

パーソナルコンピュータ VALUESTAR G タイプN、タイプW、タイプL（s）、タイプR Luiモデルスリムタワー、及びBDドライブをセレクトした場合のG タイプM、タイプR Luiモデルマイクロタワー、2009年秋 N/L/W 各ブルーレイドライブ搭載VGモデル、VN770/WG6、VW670〜970/WG（6）、VN770/AS、VL750/AS、VN770/BS、VW670・770・970/BS、VN790/BS、VN770・790/CS、VW770/970CS、VW770・970/DS、VN770・970/ES、VW770・970ES、VW770・970FS 及び VN570・770・790/FS
ノートPC Lavie G タイプC（LC950/TG）、G タイプL（s）ブルーレイディスクドライブ（BD-ROMドライブ含む）搭載モデル、LL870/AS、LL870/BS、LL870/CS、LL770・970/DS、LL770/ES、LL770/FS
- バッファロー

PC用ブルーレイディスクドライブ BR-816SU2、BR-H816SU2、BR-H1016SU2、BR-816FBSシリーズ、BR-H816FBSシリーズ、BR-PI816FBS-BK、BR-H1016FBS-BK、BR-616シリーズ（要ファームウェアアップデート・対応ソフト別途）、BR-X816U2、BR-PI1216FBS-BK、BR-X1216U3、BR-H1216FBS-BK、BR3D-12U3／-12FBS-BK、BR-PX68U2-BK、BP3D-PI6U2-BK
- マランツ（ディーアンドエムホールディングス）

ブルーレイディスクプレーヤー BD7004、UD7006
- アイ・オー・データ機器

PC用ブルーレイディスクドライブ BRD-AM2B、BRD-UM2、BRD-AM2S、BRD-AM2SB、BRD-UM2S、BRD-SM4、BRD-SM4B、BRD-UM4、BD-SL4、BRD-UXP8、BRD-SP8、BRD-SP8B、BRD-UH8、BRD-SH8B、BDVRP-UH4（添付ソフトWinDVD8 OEMにアップデート必要。WinDVD7.5 OEMはWinDVD8 OEMに事前にバージョンアップ必要）
- デノン（ディーアンドエムホールディングス）

ブルーレイディスクプレーヤー DBP-2010、DBP-1611UD（要ソフトウェアアップデート）
- LG

ブルーレイディスクプレーヤー BD370及びBD560（メーカー対応非公認機種）、BX580（メーカー初の正式対応公認機種）、BD630・BD660、3DブルーレイマイクロHi-Fiシステム FX166、ポータブルBDプレーヤー BP690
- 東芝（映像機器事業部、現・TVS REGZA）

ブルーレイディスクレコーダー D-B1005K、D-BW1005K、D-B305K、D-BZ500/510、RD-BR600、RD-BZ700/800、RD-X10、D-BW500、RD-BZ810/710・BR610、DBR-Z160/150/110及びC100（AVCREC再生対応）、DBR-M190/M180（DVDへの記録はAVCRECのみで、旧来のフォーマットは非対応）
ブルーレイディスクプレーヤー SD-BD1K、SD-BD2、SD-BD3、DBP-T200、DBP-S100、D-BR1
- DXアンテナ

ブルーレイディスクレコーダー DXBW320、DXBS1000、DXBS320
ブルーレイディスクプレーヤー DXBP1TD
- ピクセラ

TVキャプチャーボード PIX-DT230-PE0

## 対応ソフトウェア
- CyberLink

PowerDVD 9 Ultraより正式対応（バージョン8、及び一部バージョン7よりアップデート対応）
- Corel

WinDVD Pro 2010より正式対応（I-O DATA BRDシリーズバンドル版は アップデート対応）
※いずれのソフトでもAVCREC再生には、PC用BDドライブ、Pentium 4同等（Athlon 64、Athlon 64 FX等）以上のCPUが必須。

## 沿革
- 2007年（平成19年）
  - 10月 - Blu-ray Disc AssociationがAVCRECの仕様をまとめる。
  - 10月2日 - 松下電器産業（現：パナソニック）がAVCREC対応のBD/DVDレコーダーを発表、11月1日に発売。
- 2008年（平成20年）
  - 3月18日 - 三菱電機が同社初のAVCREC対応BD/DVDレコーダーを発表、5月24日に発売。
  - 5月16日 - 日立製作所が同社初のAVCREC対応BDレコーダーを発表。パナソニックのOEMで7月に販路限定で発売。
  - 9月 - 松下電器産業（現：パナソニック）が同社のパソコン用BDドライブの添付ソフトPowerDVDでAVCRECの再生に対応。
  - 11月 - 日本ビクターがAVCREC対応のBDレコーダー・DR-BX500を発売。
  - 12月
    - パイオニアがAVCREC再生対応のBDプレーヤー・BDP-LX91を発売。
    - 富士通がAVCRECの保存に対応したデスクトップPC・FMV TEO C90D/C70Dを発売。ただし録画のカット編集は不可。
- 2009年（平成21年）
  - 1月 - NECがAVCRECの保存に対応したデスクトップPCを発売。録画のカット編集も可能。
  - 5月 - パイオニアがAVCREC再生対応のBDプレーヤー・BDP-320を発売。各社AVCREC再生に対応。
  - 7月 - コーレルがアイ・オー・データ機器のPC用BDドライブ添付のWinDVD8をアップデート、AVCREC再生に対応。
  - 8月 - マランツがAVCREC再生対応のBDプレーヤー・BD7004を発売。
  - 8月 - デノンがAVCREC再生対応のBDプレーヤー・DBP-2010を発売。
  - 9月 - パナソニックがAVCREC再生対応の世界初車載用BDプレーヤー・CY-BB1000Dを発売。
  - 10月 - 三菱電機がAVCREC対応のBD&HDD内蔵テレビ2機種を発売。
  - 12月 - パナソニックがAVCREC対応の世界初BDドライブ内蔵STB 3タイプをCATV事業者向けに発売。
- 2010年（平成22年）
  - 2月 - 東芝がAVCREC対応のBDレコーダー及びBDプレーヤーを発売（OEM品）。
  - 3月 - DXアンテナがAVCREC対応のBDレコーダーを発売。
  - 4月 - パナソニックがBD及びAVCREC対応のポータブル地上デジタルテレビ、及びポータブルBDプレイヤーを発売。
  - 7月 - ピクセラがAVCREC対応のPCIeチューナーカードを発売。
  - 11月 - パナソニックが世界最小のBD/HDD両搭載レコーダー（AVCREC対応）を発売。
- 2011年（平成23年）
  - 2月 - パナソニックが世界初の4番組（内蔵3波+LAN接続スカパー!HD）同時録画対応BDレコーダー（AVCREC対応）を発売。
  - 9月 - パナソニックが3TBのHDDを搭載し、外付けUSB HDDへの録画にも対応、低重心・高剛性の本体で高画質・高音質を追求するフラッグシップモデル（AVCREC対応）を発売。
  - 12月 - 東芝が最大8番組の同時録画に対応するBDレコーダー（DVDへの記録はAVCRECのみで、従来のVideoフォーマット及びVRフォーマットでの記録は不可）を発売。